# Wallersdorf
Wallersdorf est une commune de Bavière (Allemagne), située dans l'arrondissement de Dingolfing-Landau, dans le district de Basse-Bavière.

## Personnalités liées à la commune
- Gerd Gigerenzer, psychologue allemand, est né à Wallersdorf en 1947.